# José Fernández Hernando
José Fernández Hernando (Coria, província de Càceres, setembre de 1897 - 20 de novembre de 1972) fou un jurista i polític espanyol. Estudià dret a la Universitat de Valladolid i el 1926 es va incorporar a la carrera judicial. L'esclat de la guerra civil espanyola el va sorprendre a Portugal, d'on va tornar per donar suport al bàndol revoltat dins el Cos Jurídic Militar, en el que assoliria el grau de capità. En acabar el conflicte fou delegat provincial de Justícia i fiscal de taxes a la província de Huelva, així com cap de secció de l'Assessoria Tècnica de la Fiscalia Superior de Taxes i secretari particular del director de Seguretat. L'octubre de 1943 fou nomenat governador civil de Girona Va ocupar el càrrec fins a juliol de 1945, quan fou nomenat director general de l'Administració Local. Va cessar del càrrec el 2 d'agost de 1951.Posteriorment fou secretari general de la Junta Nacional d'elecciones sindicals i president del Tribunal Central d'empara de l'Organització Sindical, càrrec que va ocupar fins a desembre de 1969. També fou magistrat del Tribunal Suprem d'Espanya.
Alhora, fou escollit procurador a Corts com a representant de l'Organització Sindical, escollit pel Sindicat d'Aigua, Gas i Electricitat. Des de 1949 fins 1961 fou membre designat per l'Assemblea de Procuradors Sindicals.